# Skate America de 2016
Skate America de 2016 foi a trigésima quinta edição do Skate America, um evento anual de patinação artística no gelo organizado pela United States Figure Skating Association, e que fez parte do Grand Prix de 2016–17. A competição foi disputada entre os dias 21 de outubro e 23 de outubro, na cidade de Chicago, Illinois, Estados Unidos.

## Eventos
- Individual masculino
- Individual feminino
- Duplas
- Dança no gelo

## Medalhistas
| Evento                        | Ouro                                             | Prata                                              | Bronze                                       |
| Individual masculino detalhes | Shoma Uno · Japão                                | Jason Brown · Estados Unidos                       | Adam Rippon · Estados Unidos                 |
| Individual feminino detalhes  | Ashley Wagner · Estados Unidos                   | Mariah Bell · Estados Unidos                       | Mai Mihara · Japão                           |
| Duplas detalhes               | Julianne Séguin · Charlie Bilodeau · Canadá      | Haven Denney · Brandon Frazier · Estados Unidos    | Evgenia Tarasova · Vladimir Morozov · Rússia |
| Dança no gelo detalhes        | Maia Shibutani · Alex Shibutani · Estados Unidos | Madison Hubbell · Zachary Donohue · Estados Unidos | Ekaterina Bobrova · Dmitri Soloviev · Rússia |

## Resultados

### Individual masculino
| Pos.              | Nome             | Nacionalidade  | Pontos | PC         | PL          |
| ----------------- | ---------------- | -------------- | ------ | ---------- | ----------- |
| Medalha de ouro   | Shoma Uno        | Japão          | 279.34 | 89.15 (1)  | 190.19 (1)  |
| Medalha de prata  | Jason Brown      | Estados Unidos | 268.38 | 85.75 (3)  | 182.63 (2)  |
| Medalha de bronze | Adam Rippon      | Estados Unidos | 261.43 | 87.32 (2)  | 174.11 (3)  |
| 4                 | Sergei Voronov   | Rússia         | 245.28 | 78.68 (5)  | 166.60 (5)  |
| 5                 | Jin Boyang       | China          | 245.08 | 72.93 (8)  | 172.15 (4)  |
| 6                 | Nam Nguyen       | Canadá         | 239.26 | 79.62 (4)  | 159.64 (7)  |
| 7                 | Maxim Kovtun     | Rússia         | 230.75 | 67.43 (10) | 163.32 (6)  |
| 8                 | Timothy Dolensky | Estados Unidos | 226.53 | 77.59 (6)  | 148.94 (8)  |
| 9                 | Jorik Hendrickx  | Bélgica        | 224.91 | 76.62 (7)  | 148.29 (9)  |
| 10                | Brendan Kerry    | Austrália      | 211.76 | 71.62 (9)  | 140.14 (10) |

### Individual feminino
| Pos.              | Nome                 | Nacionalidade  | Pontos | PC         | PL         |
| ----------------- | -------------------- | -------------- | ------ | ---------- | ---------- |
| Medalha de ouro   | Ashley Wagner        | Estados Unidos | 196.44 | 69.50 (1)  | 126.94 (2) |
| Medalha de prata  | Mariah Bell          | Estados Unidos | 191.59 | 60.92 (6)  | 130.67 (1) |
| Medalha de bronze | Mai Mihara           | Japão          | 189.28 | 65.75 (2)  | 123.53 (3) |
| 4                 | Gabrielle Daleman    | Canadá         | 186.63 | 64.49 (4)  | 122.14 (4) |
| 5                 | Gracie Gold          | Estados Unidos | 184.22 | 64.87 (3)  | 119.35 (5) |
| 6                 | Mao Asada            | Japão          | 176.78 | 64.47 (5)  | 112.31 (6) |
| 7                 | Serafima Sakhanovich | Rússia         | 163.84 | 56.52 (8)  | 107.32 (7) |
| 8                 | Park So-youn         | Coreia do Sul  | 161.36 | 58.16 (7)  | 103.20 (8) |
| 9                 | Roberta Rodeghiero   | Itália         | 149.13 | 52.62 (9)  | 96.51 (10) |
| 10                | Kanako Murakami      | Japão          | 145.03 | 47.87 (10) | 97.16 (9)  |
| 11                | Angelīna Kučvaļska   | Letônia        | 134.97 | 47.80 (11) | 87.17 (11) |

### Duplas
| Pos.              | Nome                                | Nacionalidade  | Pontos | PC        | PL         |
| ----------------- | ----------------------------------- | -------------- | ------ | --------- | ---------- |
| Medalha de ouro   | Julianne Séguin / Charlie Bilodeau  | Canadá         | 197.31 | 66.49 (3) | 130.82 (1) |
| Medalha de prata  | Haven Denney / Brandon Frazier      | Estados Unidos | 192.65 | 67.29 (2) | 125.36 (2) |
| Medalha de bronze | Evgenia Tarasova / Vladimir Morozov | Rússia         | 185.94 | 75.24 (1) | 110.70 (5) |
| 4                 | Vanessa James / Morgan Ciprès       | França         | 174.65 | 65.78 (4) | 108.87 (7) |
| 5                 | Kristina Astakhova / Alexei Rogonov | Rússia         | 174.52 | 64.34 (5) | 110.18 (6) |
| 6                 | Tarah Kayne / Daniel O'Shea         | Estados Unidos | 173.50 | 57.93 (8) | 115.57 (3) |
| 7                 | Marissa Castelli / Mervin Tran      | Estados Unidos | 171.95 | 61.17 (7) | 110.78 (4) |
| 8                 | Valentina Marchei / Ondřej Hotárek  | Itália         | 169.69 | 62.49 (6) | 107.20 (8) |

### Dança no gelo
| Pos.              | Nome                                | Nacionalidade  | Pontos | DC         | DL         |
| ----------------- | ----------------------------------- | -------------- | ------ | ---------- | ---------- |
| Medalha de ouro   | Maia Shibutani / Alex Shibutani     | Estados Unidos | 185.75 | 73.04 (1)  | 112.71 (1) |
| Medalha de prata  | Madison Hubbell / Zachary Donohue   | Estados Unidos | 175.77 | 68.78 (3)  | 106.99 (2) |
| Medalha de bronze | Ekaterina Bobrova / Dmitri Soloviev | Rússia         | 174.77 | 68.92 (2)  | 105.85 (3) |
| 4                 | Charlène Guignard / Marco Fabbri    | Itália         | 165.44 | 64.79 (5)  | 100.65 (5) |
| 5                 | Elena Ilinykh / Ruslan Zhiganshin   | Rússia         | 165.16 | 66.60 (4)  | 98.56 (6)  |
| 6                 | Isabella Tobias / Ilia Tkachenko    | Israel         | 161.99 | 63.33 (6)  | 98.66 (5)  |
| 7                 | Elliana Pogrebinsky / Alex Benoit   | Estados Unidos | 151.76 | 58.18 (8)  | 93.58 (7)  |
| 8                 | Kana Muramoto / Chris Reed          | Japão          | 147.37 | 56.19 (10) | 91.18 (8)  |
| 9                 | Alisa Agafonova / Alper Uçar        | Turquia        | 146.10 | 58.98 (7)  | 87.12 (9)  |
| 10                | Yura Min / Alexander Gamelin        | Coreia do Sul  | 141.50 | 56.25 (9)  | 85.25 (10) |

## Quadro de medalhas
| Ordem | País           | Medalha de ouro | Medalha de prata | Medalha de bronze |    | Ordem por total |
| ----- | -------------- | --------------- | ---------------- | ----------------- | -- | --------------- |
| 1     | Estados Unidos | 2               | 4                | 1                 | 7  | 1               |
| 2     | Japão          | 1               |                  | 1                 | 2  | 2               |
| 3     | Canadá         | 1               |                  |                   | 1  | 4               |
| 4     | Rússia         |                 |                  | 2                 | 2  | 2               |
| TOTAL | TOTAL          | 4               | 4                | 4                 | 12 | —               |